# Intellettualismo
Il termine intellettualismo indica l'atteggiamento di chi pone in primo piano l'attività dell'intelletto e la considera preminente rispetto alla volontà, alle emozioni e alle intuizioni.

## Intellettualismo etico
Nella filosofia antica si parla, ad esempio, di intellettualismo etico nel caso di Socrate che sosteneva che, dal punto di vista morale, unica causa possibile del male fosse l'ignoranza del bene «So invece che commettere ingiustizia e disobbedire a chi è migliore di noi, dio o uomo, è cosa brutta e cattiva. Perciò davanti ai mali che so essere mali non temerò e non fuggirò mai quelli che non so se siano anche beni.»: una volta conosciuto il bene, non è possibile astenersi dall'agire moralmente realizzando il bene, che è "piacevole" in quanto genera la eudemonia, la serenità dell'animo. Il male, dunque, lo si agisce perché, per ignoranza, lo si scambia con il bene, che, tuttavia, non può essere stabilito a priori una volta per tutte, ma deve essere oggetto di una ininterrotta ricerca, da effettuare confrontandosi con gli altri tramite il dialogo.
Analogo l'argomentare di Baruch Spinoza nell'Ethica more geometrico demonstrata e nel De intellectus emendatione.
Posizioni intellettualiste si trovano anche nel pensiero cristiano, come in Tommaso d'Aquino; a esse, tuttavia, si contrappongono le correnti del volontarismo etico, che afferma la superiorità della volontà e degli elementi sentimentali ed emotivi come, ad esempio, in Blaise Pascal, con la teorizzazione dell'esprit de finesse («spirito di finezza»), prevalente sull'intelletto e sulle facoltà razionali).

## Intellettualismo cognitivo
L'uso più appropriato del termine si ha quando si intende per intellettualismo ciò che si riferisce alle particolarità dell'intelletto come organo di conoscenza. Così, ad esempio, Hegel contrappone all'intelletto che genera astrazioni (Verstand), cristallizzando il divenire perenne della realtà in concetti statici, l'intelletto che, come momento negativo, prepara la successiva tappa verso la sintesi superiore della ragione (Vernuft). Preso di per sé, l'uso dell'intelletto porta a concezioni assolute, generando anfibolie irrisolvibili 

## Critica dell'intellettualismo
Il termine comincia a essere usato in senso peggiorativo con Henri Bergson, che racchiuse nel lemma ogni conoscenza che utilizzi segni e simboli astratti, come ad esempio la matematica, caratteristici di quel linguaggio e di quelle scienze che intellettualisticamente credono di arrivare così a verità scientifiche certe mentre tutt'al più mettono in atto scopi pratici di utilità, di ordine e sistemazione di nozioni.
Da questo punto inizia la polemica nei confronti dell'intellettualismo da parte di tutti quei pensatori che si oppongono al positivismo e allo scientismo in nome dell'intuizione (lo stesso Bergson, Edmund Husserl), degli aspetti vitalistici e irrazionali della realtà (Friedrich Nietzsche), della conoscenza pragmatica (William James, Ferdinand C. S. Schiller).
Aspra fu la critica nei confronti della scienza, accusata di intellettualismo, da parte di Giovanni Gentile e Benedetto Croce, che rivendicavano la funzione hegeliana della ragione nei confronti dell'intelletto astraente.